# 豊の国名水15選
豊の国名水15選（とよのくにめいすい15せん）又は豊の国名水は、大分県が、県民の水質保全意識を啓発するために、大分県内の湧水や渓流などの名水を水量、清澄性、周辺環境、保全状況等の点から総合的に評価して、1988年（昭和63年）6月に選定した15の名水である。

## 一覧
- 深耶馬渓麗谷（中津市耶馬溪町大字深耶馬）
深耶馬渓麗谷（しんやばけいうるわしだに）は、耶馬渓を代表する景勝地のひとつで、一目八景の奥にある延長約4.5kmの渓谷。周囲には、耶馬渓の奇岩が連なる。
- 岳切渓谷（宇佐市院内町定別当）
岳切渓谷（たっきりけいこく）は、温見川の上流にあり、延長約2kmにわたって耶馬渓溶岩が造った一枚岩の上を清流が流れる渓谷[2]。
- 清水寺の霊水（杵築市大田沓掛）
清水寺の霊水（せいすいじのれいすい）は、清水寺の境内から湧き出す湧水。不老長寿の水と伝えられている。
- 水の口湧水（杵築市山香町大字南畑）
水の口湧水（みずのくちゆうすい）は、速見郡日出町との境に位置する鹿鳴越（かなごえ）連山にある湧水群のひとつで、杵築市を流れる八坂川の源流となっている。湧出量は、日量約3,000-5,000m3.
- 男池湧水群（由布市庄内町阿蘇野）
男池湧水群（おいけゆうすいぐん）は、九重連山東部に位置する黒岳北麓の男池から湧出する湧水。湧水量は日量約2万m3.
- 宮川滝の口（由布市湯布院町川上）
宮川滝の口（みやがわたきのくち）は、若宮八幡社の境内の岩間から湧出する湧水。上水道の水源、生活用水、農業用水などに利用されている。
- 御前岳湧水（日田市前津江町柚木）
御前岳湧水（おまえだけゆうすい）は、御前岳のシオジの原生林の中に湧出する湧水。流れ出た水は渓流となり、下流の権現滝を落ちる。
- 白山川（豊後大野市三重町中津留）
白山川（はくさんがわ）は、大野川水系の中津無礼川と奥畑川の総称。ゲンジボタルの名所として知られており、名水百選に指定されている。源流の長迫泉水の湧出量は、日量3万m3.
- 川上渓谷（豊後大野市緒方町尾平鉱山）
川上渓谷（かわかみけいこく）は、祖母山系の宮崎県近くの奥岳川源流部にある渓谷。
- 清水瀑園（玖珠郡玖珠町森）
清水瀑園（しみずばくえん）は、森の中から湧き出す湧水がいくつもの小滝のある流れとなった渓流。
- 竹田湧水群（竹田市入田）
竹田湧水群（たけたゆうすいぐん）は、竹田市内の各所にある約60か所の湧水群。名水百選に指定されている。湧水量は合計で日量約6-7万m3.
- 白水の滝（竹田市荻町陽目）
白水の滝（しらみずのたき）は、大野川の源流のひとつで、幾筋もの糸のようになって流れる滝水が白く見えることからその名がある。国の登録記念物である。
- 久住老野湧水（竹田市久住町大字栢木）
久住老野湧水（くじゅうおいのゆうすい）は、九重連山南麓に湧出する湧水[3]。
- 神の井（佐伯市日向泊浦）
神の井（かみのい）は、佐伯湾に浮かぶ大入島にある井戸。神武天皇が東征の途上で大入島に立ち寄った際、砂浜に弓を突き立ててこの井戸を掘ったという伝説がある。現在は飲用水としては利用されていない[4]。
- 蓮光寺湧水（佐伯市宇目大字木浦鉱山）
蓮光寺湧水（れんこうじゆうすい）は、宇目木浦地区の法水山蓮光寺の境内に湧出する湧水[5]。